# Mohamed Ali El Khider
Mohamed Ali El Khider est un footballeur soudanais né le 1er janvier 1985. Il joue au poste de défenseur.
Il a participé à la Coupe d'Afrique des nations 2008 avec l'équipe du Soudan. C'est lui qui marqua contre son camp dans le match contre le Cameroun (le deuxième but) qui s'est soldé par un score de 3 buts à 0.
Il a été finaliste de la Coupe de la CAF en 2007.

## Carrière
- 2005-12 : Al Merreikh ( Soudan)
- 2013-17 : Al Hilal Khartoum ( Soudan)
- 2018- : Hay Al Wadi SC ( Soudan)

## Palmarès
- Vainqueur de la Coupe du Soudan en 2005, 2006 et 2007 avec Al Merreikh Omdurman
- Finaliste de la Coupe de la CAF en 2007 avec Al Merreikh Omdurman